# Reizen Waes
Reizen Waes is een Belgisch televisieprogramma geproduceerd door het televisiebedrijf De Mensen. Het programma wordt gepresenteerd door Tom Waes en wordt sinds 3 september 2013 uitgezonden op Eén (tegenwoordig VRT 1).
Sinds 28 maart 2014 wordt de serie ook in Nederland uitgezonden bij de VPRO op Nederland 3 (tegenwoordig NPO 3).
In het programma reist Tom Waes door landen en gebieden die toeristen vaak links laten liggen vanwege onrust, natuurrampen of andere gevaren. Ook gaat Waes op ontdekkingsreis door andere gebieden, op zoek naar interessante verhalen.

## Bestemmingen en afleveringen

### Seizoen 1
| Nr. | Bestemming                         | Plaatsen bezocht                                               | Eerste uitzending | Live+7 kijkers (marktaandeel) |
| --- | ---------------------------------- | -------------------------------------------------------------- | ----------------- | ----------------------------- |
| 1   | Turkmenistan                       | Asjchabad Avaza Yangikala                                      | 3 september 2013  | 890.657 (MA: 15,09%)          |
| 2   | Zuid-Soedan                        | Juba Bor Nimule                                                | 10 september 2013 | 922.875 (MA: 15,64%)          |
| 3   | Colombia                           | Playa Blanca El Totumo Medellín Bogota La Macarena Caño Canoas | 17 september 2013 | 809.621 (MA: 13,72%)          |
| 4   | Pitcairn                           | Adamstown                                                      | 24 september 2013 | 897.964 (MA: 15,21%)          |
| 5   | Iran                               | Teheran Isfahan Qishm                                          | 1 oktober 2013    | 984.076 (MA: 16,67%)          |
| 6   | Vanuatu                            | Tanna Efate Malakula Espiritu Santo                            | 8 oktober 2013    | 1.090.301 (MA: 18,47%)        |
| 7   | Bhutan                             | Thimphu Punakha Trongsa Ura                                    | 22 oktober 2013   | 968.925 (MA: 16,42%)          |
| 8   | Transnistrië Abchazië Zuid-Ossetië | Tiraspol Gagra Ritsameer Soechoemi Tschinvali                  | 29 oktober 2013   | 981.890 (MA: 16,64%)          |
| 9   | Best-of                            | Alle voorgaande bestemmingen                                   | 17 december 2013  | 788,764 (MA: 13,36%)          |

### Seizoen 2
| Nr. | Bestemming   | Plaatsen bezocht                                                  | Eerste uitzending | Live+7 kijkers (marktaandeel) |
| --- | ------------ | ----------------------------------------------------------------- | ----------------- | ----------------------------- |
| 1   | Albanië      | Tirana Durrës Sarandë Elbasan Lazarat Vlorë Buz                   | 22 februari 2015  | 1.667.327 (MA: 27,9%)         |
| 2   | Alaska       | Fairbanks Healy Stampede Trail                                    | 1 maart 2015      | 1.571.344 (MA: 55%)           |
| 3   | Alaska       | Bettles Gates of the Arctic National Park and Preserve            | 8 maart 2015      | 1.538.257 (MA: 25,8%)         |
| 4   | Paraguay     | Ciudad del Este Hohenau Capitán Miranda Puerto Leda Concepción    | 15 maart 2015     | 1.540.702 (MA: 25,8%)         |
| 5   | Noord-Korea  | Peking Pyongyang Hamhŭng DMZ Korea Paektusan                      | 22 maart 2015     | 1.374.053 (MA: 23%)           |
| 6   | Zuid-Korea   | Imjingak Seoel Jeju                                               | 29 maart 2015     | 1.514.914 (MA: 25,4%)         |
| 7   | Noord-Mexico | Mexico-Stad Durango Parral Chihuahua Ciudad Juárez                | 5 april 2015      | 1.183.581 (MA: 19,8%)         |
| 8   | Spitsbergen  | Longyearbyen Barentszburg                                         | 12 april 2015     | 1.411.086 (MA: 23,6%)         |
| 9   | Route 65     | Albert Lea Des Moines Chillicothe Springfield Harrison Pine Bluff | 19 april 2015     | 1.511.539 (MA: 25,3%)         |
| 10  | Best-of      | Alle voorgaande bestemmingen                                      | 3 mei 2015        | 1.221.619 (MA: 20,5%)         |

### Special:Reizen Waes Slow
De VRT zond op 1 mei 2015 een extra uitzending van Reizen Waes uit. Het betrof een drie uur durende marathon met allerlei ruw materiaal van de opnames uit het tweede seizoen. Het programma kreeg de naam Reizen Waes Slow, een verwijzing naar slow television, een medium dat vaak door de Noorse televisie wordt gebruikt. Ook op 6 maart 2017 werd zo'n aflevering uitgezonden met twee uur lang beelden uit seizoen 3.

### Seizoen 3
| Nr. | Bestemming   | Plaatsen bezocht                                              | Eerste uitzending | Live+7 kijkers (marktaandeel) |
| --- | ------------ | ------------------------------------------------------------- | ----------------- | ----------------------------- |
| 1   | Sierra Leone | Freetown John Obey Beach Kenema Tiwai Island                  | 29 januari 2017   | 1.827.003 (MA: 30,2%)         |
| 2   | Bangladesh   | Dhaka Sundarbans Cox's Bazar Chittagong                       | 5 februari 2017   | 1.748.090 (MA: 28,9%)         |
| 3   | Georgië      | Tbilisi Gori Soechoemi Tsjiatoera Mestia Svanetië Sjoechoeti  | 12 februari 2017  | 1.767.495 (MA: 29,3%)         |
| 4   | Tuvalu       | Funafuti                                                      | 19 februari 2017  | 1.813.360 (MA: 30,0%)         |
| 5   | China        | Shanghai Tianducheng Dongyang Wuhan Drieklovendam Zhangjiajie | 26 februari 2017  | 1.793.774 (MA: 29,7%)         |
| 6   | China        | Chongqing Sichuan Chengdu Kunming Dali Shangri-La             | 5 maart 2017      | 1.944.365 (MA: 32,2%)         |
| 7   | Haïti        | Port-au-Prince Cap-Haïtien                                    | 12 maart 2017     | 1.899.582 (MA: 31,4%)         |
| 8   | Venezuela    | Caracas Maracaibo Nationaal park Canaima                      | 19 maart 2017     | 1.881.400 (MA: 31,1%)         |
| 9   | VS Noord     | Fargo Williston Billings Spokane Seattle                      | 26 maart 2017     | 1.903.930 (MA: 31,5%)         |
| 10  | Best-of      | Alle voorgaande bestemmingen                                  | 2 april 2017      | 1.392.178 (MA: 23,0%)         |

### Special:Reizen Waes 12-12
In deze speciale aflevering bezocht Tom Noord-Oeganda, om er een week lang door het vluchtelingengebied te trekken. Hij sprak er met mensen die op de vlucht zijn voor de burgeroorlog en de hongersnood in Zuid-Soedan. Velen van hen komen terecht in kamp Bidibidi, het grootste vluchtelingenkamp ter wereld. Deze aflevering, die werd uitgezonden op 4 juni 2017, kaderde in de actie Hongersnood 12-12 van het Consortium 12-12.
| Nr. | Bestemming | Plaatsen bezocht | Eerste uitzending | Live+7 kijkers (marktaandeel) |
| --- | ---------- | ---------------- | ----------------- | ----------------------------- |
| 1   | Oeganda    | Bidibidi         | 4 juni 2017       | 899.465 (MA: 14,9%)           |

### Seizoen 4:Reizen Waes Europa
| Nr. | Bestemming    | Plaatsen bezocht                                             | Eerste uitzending | Live+7 kijkers (marktaandeel)                            |
| --- | ------------- | ------------------------------------------------------------ | ----------------- | -------------------------------------------------------- |
| 1   | Spanje        | Gibraltar La Línea de la Concepción Marinaleda Piornal Muxía | 16 december 2018  | 1.434.574 (live zonder +7, wegens cijfers onbeschikbaar) |
| 2   | Man           | Snaefell Mountain Course                                     | 23 december 2018  | 1.401.534 (live zonder +7, wegens cijfers onbeschikbaar) |
| 3   | IJsland       | Akureyri Mjóifjörður                                         | 30 december 2018  | 1.469.888 (MA: 24,2%)                                    |
| 4   | Polen         | Siemiatycze Międzyrzec Podlaski Bełchatów Wałbrzych          | 6 januari 2019    | 1.652.455 (MA: 27,3%)                                    |
| 5   | Noord-Ierland | Dublin Belfast Glengormley                                   | 13 januari 2019   | 1.673.982 (MA: 27,7%)                                    |
| 6   | Groenland     | Kangerlussuaq Nuuk Tasiilaq Tinit                            | 20 januari 2019   | 1.863.311 (MA: 30,8%)                                    |
| 7   | Oekraïne      | Kiev Oeman Tsjernobyl Pripjat                                | 27 januari 2019   | 1.804.926 (MA: 29,9%)                                    |
| 8   | Oekraïne      | Avdiivka Sebastopol Krimbrug                                 | 3 februari 2019   | 1.847.018 (MA: 30,6%)                                    |
| 9   | Azerbeidzjan  | Bakoe Yanar Dag Naftalan Khinalug                            | 10 februari 2019  | 1.668.515 (MA: 27,6%)                                    |
| 10  | Best-of       | Alle voorgaande bestemmingen                                 | 17 februari 2019  | 1.535.507 (MA: 25,4%)                                    |

### Special:Reizen Waes blijft thuis
Naar aanleiding van de coronapandemie zond Eén op 17 mei 2020 een speciale aflevering van Reizen Waes uit, waarin Tom vanuit zijn 'kot' videochatte met zijn gidsen die hij ontmoette dankzij Reizen Waes, om te horen hoe het coronavirus toegeslagen heeft in hun land en hoe zij omgaan met de coronacrisis.
| Nr. | Bestemming          | Plaatsen bezocht    | Eerste uitzending | Live+7 kijkers (marktaandeel) |
| --- | ------------------- | ------------------- | ----------------- | ----------------------------- |
| 1   | Niet van toepassing | Niet van toepassing | 17 mei 2020       | 1.115.919 (MA: 45,4%)         |

### Special:Reizen Waes Japan
In mei 2020 zond Eén een minireeks van drie afleveringen uit met een verslag van de reis die Tom Waes in februari 2020 maakte door Japan naar aanleiding van de Olympische Zomerspelen 2020 in Tokio. In maart 2020 werd beslist om de Spelen uit te stellen tot 2021 vanwege de wereldwijde coronapandemie.
| Nr. | Bestemming | Plaatsen bezocht                                                | Eerste uitzending | Live+7 kijkers (marktaandeel) |
| --- | ---------- | --------------------------------------------------------------- | ----------------- | ----------------------------- |
| 1   | Japan      | Nagasaki Huis ten Bosch Kitakyushu Hiroshima Okunoshima Okayama | 24 mei 2020       | 1.537.891 (MA: 49,4%)         |
| 2   | Japan      | Kyoto kliffen van Tojinbo Fuji Hell Camp Tokio                  | 31 mei 2020       | 1.444.283 (MA: 52,8%)         |
| 3   | Japan      | Kerncentrale Fukushima Morioka Yubari                           | 7 juni 2020       | 1.463.613 (MA: 51,9%)         |

### Seizoen 5:Reizen Waes Vlaanderen
Door de wereldwijde coronacrisis was het in 2020 onmogelijk geworden om verre buitenlandse reizen te maken. Daarom zocht Tom Waes het in het vijfde seizoen dichter bij huis en ging hij na welke markante figuren en vreemde tradities er zoal te vinden waren in Vlaanderen.
| Nr. | Bestemming                                                   | Plaatsen bezocht                                                                     | Eerste uitzending | Live+7 kijkers (marktaandeel) |
| --- | ------------------------------------------------------------ | ------------------------------------------------------------------------------------ | ----------------- | ----------------------------- |
| 1   | West-Vlaanderen                                              | Heuvelland Langemark-Poelkapelle Alveringem Steenkerke Ledegem Brugge Oostende       | 3 januari 2021    | 1.800.062 (MA: 56,0%)         |
| 2   | Oost-Vlaanderen                                              | Oosteeklo Doel Sint-Niklaas Waasmunster Oudenaarde Gent Ninove                       | 10 januari 2021   | 1.827.868 (MA: 57,6%)         |
| 3   | Antwerpen                                                    | Antwerpen Balen Dessel Kalmthout Meersel-Dreef Geel Kasterlee                        | 17 januari 2021   | 1.878.448 (MA: 58,8%)         |
| 4   | Limburg                                                      | Genk Sint-Truiden Brustem Nationaal Park Hoge Kempen                                 | 24 januari 2021   | 1.877.908 (MA: 59,2%)         |
| 5   | Vlaams-Brabant                                               | Landen Wommersom Scherpenheuvel-Zichem Diegem-Lo Tremelo Walfergem Gooik             | 31 januari 2021   | 1.865.897 (MA: 59,9%)         |
| 6   | Brussels Hoofdstedelijk Gewest                               | Reyerstoren Brussel-stad metrostation Maalbeek Sint-Jans-Molenbeek Elsene Zoniënwoud | 7 februari 2021   | 1.891.837 (MA: 57,9%)         |
| 7   | Heel Vlaanderen: compilatie en niet eerder vertoonde beelden | Wormhout Koekelare Kalmthoutse Heide Wuustwezel Vorst                                | 14 februari 2021  | 1.587.442 (MA: 48,9%)         |

### Seizoen 6:Reizen Waes Nederland
Op 14 januari 2021 raakte bekend dat er een nieuw seizoen van Reizen Waes gepland werd. Hierin ging Tom Waes op zoek naar speciale plekken en gewoontes in Nederland. Deze reeks is een coproductie tussen Eén en de VPRO.
| Nr. | Bestemming                    | Plaatsen bezocht                                                                                             | Eerste uitzending | Eerste uitzending | Live+7 kijkers (marktaandeel) |
| --- | ----------------------------- | --- | ----------------- | ----------------- | ----------------------------- |
| 1   | Zeeland Noord-Brabant Limburg | Boerenhol Oosterscheldekering Ouwerkerk Wouwse Plantage Nationaal Park De Biesbosch Baarle-Nassau Simpelveld | 17 oktober 2021   | 13 december 2021  | 1.392.843 (MA: 45,5%)         |
| 2   | Friesland Groningen           | IJlst De Alde Feanen Eastermar Opende Groningen 't Zandt                                                     | 24 oktober 2021   | 20 december 2021  | 1.268.782 (MA: 42,3%)         |
| 3   | Flevoland                     | Zwarte Meer Schokland Urk Emmeloord Lelystad Oosterwold                                                      | 31 oktober 2021   | 27 december 2021  | 1.376.846 (MA: 46,9%)         |
| 4   | Zuid-Holland Noord-Holland    | Scheveningen Den Haag Westland Rotterdam Kinderdijkse molens Hilversum Amsterdam De Bijlmer Volendam         | 7 november 2021   | 3 januari 2022    | 1.468.674 (MA: 50,2%)         |
| 5   | Gelderland Overijssel Drenthe | Achterhoek Lieren Wageningen University & Research 't Harde Bovensmilde Nationaal Park Dwingelderveld        | 14 november 2021  | 10 januari 2022   | 1.409.083 (MA: 49,6%)         |
| 6   | Waddeneilanden                | Texel Hoge Berg Vlieland Vliehors Terschelling Schiermonnikoog                                               | 21 november 2021  | 17 januari 2022   | 1.462.565 (MA: 53,6%)         |

### Seizoen 7:Reizen Waes Wereldsteden
Het zevende seizoen van Reizen Waes speelt zich af in wereldsteden als Caïro, Los Angeles, Mexico-Stad, Londen en Ulaanbaatar. De reeks is vanaf 3 april 2022 uitgezonden op Eén.
| Nr. | Bestemming  | Plaatsen bezocht | Eerste uitzending | Live+7 kijkers (marktaandeel) |
| --- | ----------- | --- | ----------------- | ----------------------------- |
| 1   | Caïro       | Piramiden van Gizeh Sayeda Zainabmoskee Chill Out Massage Mokattam Duiventorens Nieuw-Caïro                                          | 3 april 2022      | 1.334.392 (MA: 36,4%)         |
| 2   | Londen      | City of London Hackney Abbey Road East London Brixton Aflossing van de wacht Heritage House                                          | 10 april 2022     | 1.251.545 (MA: 36,3%)         |
| 3   | Ulaanbaatar | Naran Tuul-markt Dzjengis Khan-plein Toeva-karaokebar Ger-district Mongolian Intellectual Academy Ruiterstandbeeld van Dzjengis Khan | 17 april 2022     | 1.336.646 (MA: 38,3%)         |
| 4   | Los Angeles | Hollywood Boulevard Beverly Hills Compton East Los Angeles Long Beach Safe Parking Slab City                                         | 24 april 2022     | 1.261.615 (MA: 35,3%)         |
| 5   | Mexico-Stad | Iztapalapa Tepito Xochimilco Milpa Alta Ulama-spel                                                                                   | 1 mei 2022        | 1.248.234 (MA: 34,8%)         |

### Seizoen 8:Reizen Waes Wereldsteden
Het achtste seizoen van Reizen Waes speelt zich af in wereldsteden als Mumbai, Nairobi, São Paulo en Dubai. De reeks wordt vanaf 24 oktober 2022 uitgezonden op Eén.
| Nr. | Bestemming | Plaatsen bezocht | Eerste uitzending | Live+7 kijkers (marktaandeel) |
| --- | ---------- | --- | ----------------- | ----------------------------- |
| 1   | Mumbai     | Colaba Chhatrapati Shivaji Terminus Bollywood-school Bandra Shivaji Park Dharavi Antilia-gebouw                      | 24 oktober 2022   | 959.147 (MA: 32,3%)           |
| 2   | Nairobi    | Kenyatta International Convention Centre Kilimani Ngong Hills Nationaal park Nairobi Korogocho Ol Pejeta Conservancy | 31 oktober 2022   | 941.987 (MA: 32,3%)           |
| 3   | São Paulo  | Avenida Paulista Edificio Copan Morumbi Interlagos Elevada João Goulart Bela Vista Mata Atlântica Viaduto Sumaré     | 7 november 2022   | 925.941 (MA: 30,4%)           |
| 4   | Dubai      | Dubai Mall Burj Khalifa XLine Dubai Politie van Dubai Palm Jumeirah Dubaikreek Deira Al Marmoom                      | 14 november 2022  | 1.082.933 (MA: 35,9%)         |

### Seizoen 9:Reizen Waes: de bucketlist
Het negende seizoen van Reizen Waes wordt vanaf 31 augustus 2025 uitgezonden op Eén.
| Nr. | Bestemming                    | Plaatsen bezocht | Eerste uitzending | Live+7 kijkers (marktaandeel) |
| --- | ----------------------------- | ---------------- | ----------------- | ----------------------------- |
|     | Pakistan                      |                  |                   |                               |
|     | El Salvador                   |                  |                   |                               |
|     | Taiwan                        |                  |                   |                               |
|     | Verenigde Staten (Appalachen) |                  |                   |                               |
|     | Rwanda                        |                  |                   |                               |
|     | Filipijnen                    |                  |                   |                               |
|     | Finland                       |                  |                   |                               |

## Geannuleerde bestemmingen

### Seizoen 1
In seizoen 1 was er een aflevering in Pakistan gepland, maar twee weken voor de geplande opnames vond er een aanslag plaats waarop uit veiligheidsoverwegingen alle visa en andere vergunningen werden ingetrokken. Het land werd in seizoen 9 alsnog bezocht. Een aflevering in het Amazonegebied in Brazilië kon niet gemaakt worden door een vete tussen verschillende stammen. Een derde geplande bestemming voor seizoen 1 was Noord-Korea, maar daarvoor kreeg de crew de benodigde toestemmingen niet rond. Het land werd in seizoen 2 alsnog bezocht.

### Seizoen 2
In seizoen 2 zou er gereisd worden naar Nauru, maar vlak voor het vertrek van het team werden daarvoor de vergunningen ingetrokken. Een andere bestemming die overwogen werd, was Afghanistan, maar ook dat idee haalde het uiteindelijk niet. Ook Libanon werd overwogen, maar door IS uiteindelijk niet doorgezet. Ten slotte stond Sierra Leone op de agenda voor seizoen 2, maar vanwege de Ebola-uitbraak in West-Afrika werd dit uitgesteld naar het derde seizoen.

### Seizoen 3
Ook in seizoen 3 was Afghanistan een van de geplande bestemmingen, maar wederom zat dit niet in de serie. Daarnaast is onthuld dat Antarctica al jarenlang op de shortlist staat, maar dat deze reis nog niet uitgevoerd kon worden vanwege te hoge kosten.

### Seizoen 5
Oorspronkelijk was een regulier vijfde seizoen gepland, maar vanwege de coronapandemie kon enkel de driedelige special rond Japan ingeblikt worden. Deze werd in de lente van 2020 alsnog uitgezonden als special van het programma. Bestemmingen die op de planning stonden waren onder andere Saoedi-Arabië, Jemen en de Appalachen. De Appalachen werden in seizoen 9 alsnog bezocht.

## Ontvangst
Humo vermeldde in zijn recensie van het nieuwe programma een "Droogkomische aanpak in combinatie met ontluisterende beelden: Tommeke Waes heeft een Louis Theroux'tje gedaan."
In 2015 won het programma op het WorldMediaFestival de hoofdprijs in de categorie 'Travel Documentaries' en ook de BVN-trofee voor het best gewaardeerde Vlaamse BVN-programma van het televisieseizoen 2014-2015.

## Boeken
- Tom WAES, Reizen Waes, Borgerhoff & Lamberigts, 2015. ISBN 978-90-893-1499-4
- Tom WAES, Reizen Waes II, Borgerhoff & Lamberigts, 2017. ISBN 978-90-893-1713-1
- Tom WAES, Reizen Waes Europa, Manteau, 2018. ISBN 978-90-223-3587-1
- Tom WAES, Reizen Waes Vlaanderen, Manteau, 2020. ISBN 978-90-223-3736-3
- Tom WAES, Reizen Waes Nederland, Manteau, 2022. ISBN 978-90-223-3864-3